# Župnija Komen
Župnija Komen je rimskokatoliška teritorialna župnija kraške dekanije Škofije Koper. 
Središče župnije je Komen, obsega pa še vasi Brje pri Komnu, Brestovica pri Komnu, Coljava, Gabrovica pri Komnu, Gorjansko, Ivanji Grad, Klanec pri Komnu, Mali Dol, Nadrožica, Preserje pri Komnu, Rubije, Sveto, Šibelji, Škrbina, Tomačevica, Vale, Volčji Grad in Zagrajec. 
Župnija Komen je bila pod tedanjim imenom Cominum prvič omenjena leta 1247 kot ena izmed župnij v Spodnjem oglejskem arhidiakonatu. Obsegala je ves Komenski Kras, kot prafara je imela krstno in pogrebno pravico. Duhovnike je nastavljal Oglejski patriarhat. Pozneje je župnija postala središče Komenskega dekanata, ki je leta 1906 obsegal šestnajst župnij. Poleg območja v okolici Komna je obsegal tudi nekatere župnije na Vipavskem. Po podatkih iz  1911 bil dekanat istega leta že okrnjen, vanj namreč ni več sodila Župnija Dornberk. 
Brestovica, Gabrovica, Gorjansko in Škrbina so bile župniji Komen pridružene leta 2018, prej so bile samostojne župnije.
- župnijska cerkev svetega Jurija v Komnu
- podružnična cerkev svetega Petra v Gabrovici
- podružnična cerkev Device Marije na Obršljanu (nad Tomačevico)
- podružnična cerkev najdenja svetega križa na Ivanjem Gradu
- podružnična cerkev svetega Tilna v Svetem
- podružnična cerkev svetega Janeza Krstnika na Volčjem Gradu

Od 1. januarja 2018  :
- podružnična cerkev svetega Lovrenca v Brestovici pri Komnu
- podružnična cerkev svete Anastazije v Brestovici pri Komnu
- podružnična cerkev svetega Andreja v Gorjanskem
- podružnična svetega Antona Puščavnika v Škrbini

### Duhovniki
- Konrad Glušič (1565−1571)
- Janez Tavčar (1571−1574)
- Blaž Ansič oziroma Stansič
- Štefan Pesler (1650−1665)
- Štefan Ranciger
- Tomaž Šandrin (1702−1730)
- Štefan Šandrin
- Luka Čotar (Zotter)
- Andrej Pavletič
- Franc Štekar (1803−1825)
- Mihael Cugič (Zugich) (1777−1786)
- Andrej Kocman (1825−1835)
- Peter Filej[2]

Manjkajo še župniki od Petra Fileja do danes.
- Viktor Kos
- Franc Krapež (−)
- Peter Černigoj (19??−2016)
- Marjan Jakopič (2016)
- Alojzij Kržišnik (2024)

## Velikonočna bogoslužja
Bogoslužja velikonočnega tridnevja v Komnu. Na veliki četrtek je maša zadnje večerje s sodelovanjem prvoobhajencev in prenosom najsvetejšega v Božji grob v Komnu, prav tako je so v Komnu obredi velikega petka. Velikonočna vigilija je v komenski cerkvi, po njej je vstajenjska procesija. Slovesna maša na veliko noč je v Komnu, v ostalih podružnicah pa je slovesna velikonočna maša z vstajenjsko procesijo zjutraj oziroma dopoldan: v Škrbini, v Brestovici, na Gorjanskem in v Gabrovici.

## Shodi ob praznovanju zavetnikov
Čeprav je gorjanski zavetnik sveti Andrej, obhajajo glavni shod s procesijo po vasi na nedeljo po godu svetega Mohorja in Fortunata (12. julij).  Ker je god škrbinskega zavetnika svetega Antona Puščavnika pozimi, slovesno praznujejo na nedeljo po godu svetega Antona Padovanskega (13. junij).  V Gabrovici svetega Petra praznujejo na sam god, 29. junija, s sveto mašo in procesijo po vasi. V Brestovici je praznik svetega Lovrenca v nedeljo po njegovem godu (10. avgust). Prvo nedeljo v maju je na Ivanjem Gradu shod sv. Križa. V nedeljo po 1. septembru je v Svetem ob praznovanje svetega Tilna. Na nedeljo po godu Janeza Krstnika (24. junij) na Volčjem Gradu s sveto mašo in procesijo obeležijo njegov god. Pri Devici Mariji Obršljanski je shod na praznik Marijinega vnebovzetja, 15. avgusta. Pri sveti Anastaziji v Brestovici je sveta maša prvo nedeljo v septembru popoldan.      